# Cirrochroa ninos
Cirrochroa ninos är en fjärilsart som beskrevs av Hans Fruhstorfer 1912. Cirrochroa ninos ingår i släktet Cirrochroa och familjen praktfjärilar. Inga underarter finns listade i Catalogue of Life.